# NGC 5015
NGC 5015 é uma galáxia espiral barrada (SBa) localizada na direcção da constelação de Virgo. Possui uma declinação de -04° 20' 13" e uma ascensão recta de 13 horas, 12 minutos e 22,8 segundos.
A galáxia NGC 5015 foi descoberta em 11 de Março de 1787 por William Herschel.